# René Hannemann
René Hannemann   (Bad Belzig, 9 d'octubre de 1968) és un pilot de bob alemany, ja retirat, que va competir durant les dècades de 1980 i 1990.
El 1992 va prendre part en els Jocs Olímpics d'Hivern d'Albertville, on guanyà la medalla de plata en la prova de bobs a quatre del programa de bobsleigh. Formà equip amb Wolfgang Hoppe, Bogdan Musiol i Axel Kühn. Dos anys més tard, als de Lillehammer, guanyà la medalla de bronze en la mateixa prova. En aquesta ocasió formà equip amb Hoppe, Ulf Hielscher i Carsten Embach.
En el seu palmarès també destaquen quatre medalles, dues d'or i dues bronze al Campionat del món de bob, entre el 1991 i 1997, i una d'or i una de plata al Campionat d'Europa de bob.